# Coquillettomyia dentata
Coquillettomyia dentata är en tvåvingeart som beskrevs av Ephraim Porter Felt 1908. Coquillettomyia dentata ingår i släktet Coquillettomyia och familjen gallmyggor. Inga underarter finns listade i Catalogue of Life.